# Amadeus IT Group

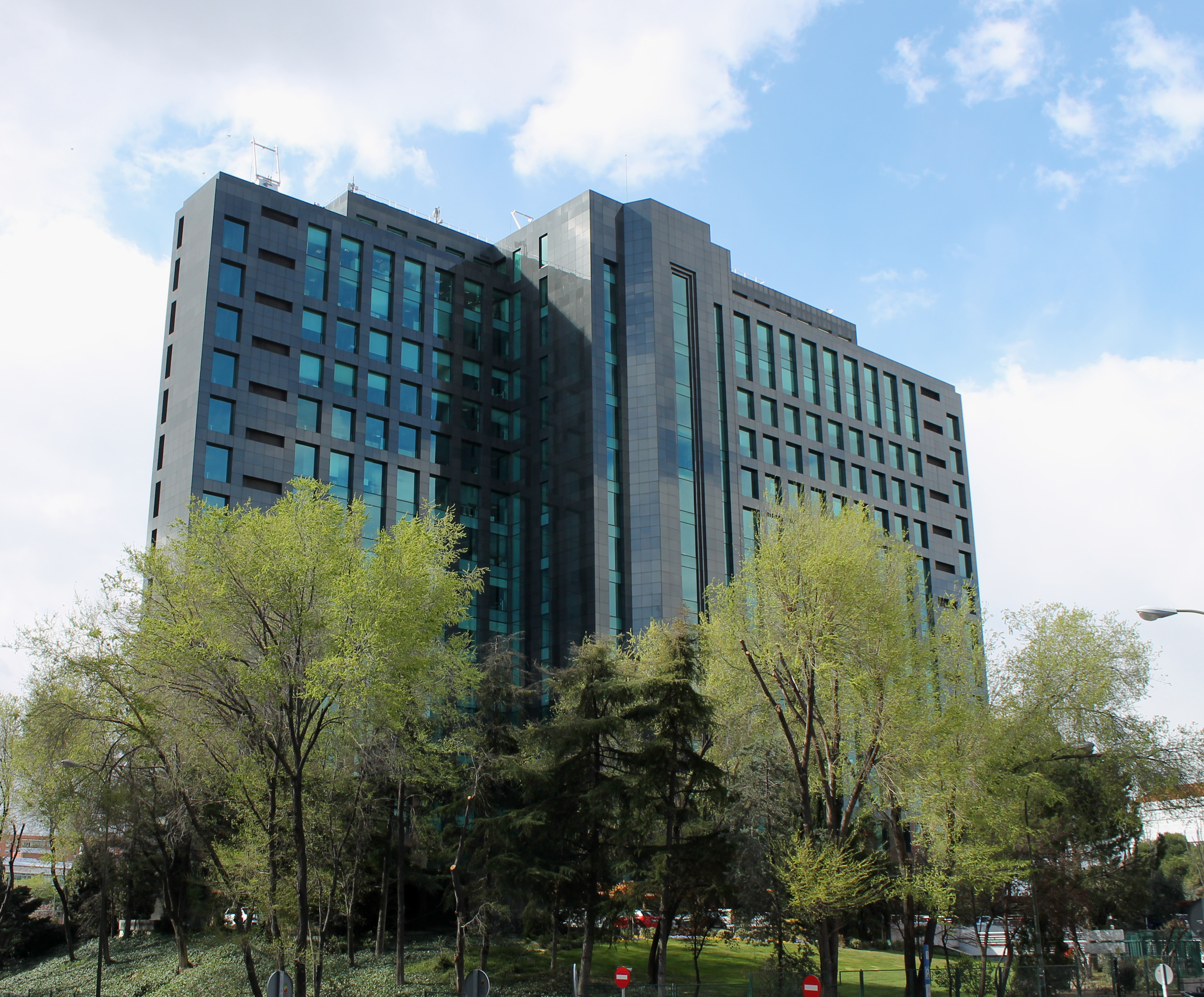
Sede central (Madrid).

O Amadeus IT Group é um sistema de reservas por computador, detido pelo Amadeus IT Group. A sua sede fica em Madrid, e a sua central de base de dados em Erding, na Alemanha.  
O Amadeus foi criado em 1987 por uma aliança constituída pela Air France, Lufthansa, Iberia e Scandinavian Airlines System. É membro da IATA (com o código 1A) e da SITA. Em 2000, o Amadeus é o primeiro dos sistemas de reservas a receber o certificado de qualidade ISO 9001:2000 da Organização Internacional para Padronização. 
Em março de 2015, o Amadeus anunciou seu primeiro provedor de solução totalmente integrada de Taxi & Transfer, fazendo uma parceria com a startup alemã Blacklane.  